# 坪川洹平
坪川 洹平（つぼかわ かんぺい、1874年（明治7年）6月29日 - 1958年（昭和33年）11月7日）は、日本の実業家・慈善家。1952年（昭和27年）には新発田市名誉市民に推挙された（名誉市民第1号）。新発田町立図書館（新発田市立中央図書館の前身）の寄贈者である。新潟県北蒲原郡新発田本村外ヶ輪（現・新発田市城北町）出身。

## 経歴

### 青年時代
1874年（明治7年）6月29日、新潟県北蒲原郡新発田本村外ヶ輪（現・新発田市城北町）に生まれた。父親は坪川瀬平、母親はウイである。洹平は5人兄弟姉妹の三男であり、兄には英吉と雄二、姉にはレンとキイがいた。父の瀬平は新発田藩の茶道家である田宮休斎の次男であり、坪川家を嗣いで同家7代目となった。瀬平は明治維新後に軍人となっている。
三ノ丸小学校（現・新発田市立外ヶ輪小学校）を卒業後、1885年（明治18年）には新潟市の新潟商業学校（現・新潟県立新潟商業高等学校）に入学した。新潟県庁に勤務していた長兄・英吉の家から通学し、3年後に新潟商業学校を卒業している。

### 実業家として

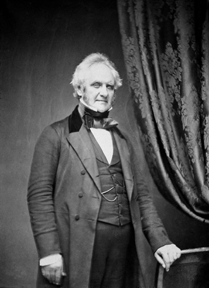
洹平が模範としたジョージ・ピーボディ

18歳の時には新発田出身の実業家である大倉喜八郎を夢見て、母親に15円をもらって上京した。なお、大倉は18歳の時に15両を手元に上京している。東京府東京市芝区烏森の旧新発田藩主預屋敷にある姉の家に身を寄せ、英語教習所などにも通って勉学している。新発田出身のジャーナリストである高橋光威が訳した『貧児立身伝』に共鳴し、特にアメリカ合衆国の銀行家であるジョージ・ピーボディに心を揺さぶられた。「近代慈善家の父」と呼ばれるピーボディは、各地に公共図書館を寄贈するなどした人物である。洹平はまず神田の活版所で見習い工員となると、23歳の時には大阪に出て大同生命の臨時雇いを務めた。
1897年（明治30年）12月には住友銀行本店に勤め、すぐに兵庫支店に異動、1899年（明治32年）には広島支店に、1902年（明治35年）には呉支店に異動している。広島支店勤務中に結婚しており、またキリスト教に改宗している。1905年（明治38年）には開設されたばかりの横浜支店に異動した。
住友銀行横浜支店での仕事が認められたことで、1908年（明治41年）には貿易商社の東洋商会に転職し、無限責任者として経営にも参画した。同年には破産寸前だった西成製紙株式会社に出向して再建に取り組み、1911年（明治44年）には東洋商会を退社して西成製紙の専務取締役となった。1912年（大正元年）には西成製紙の社長に就任している。1928年（昭和3年）以後には浪速製紙株式会社（三菱製紙の前身の一つ）を設立して代表取締役に就任し、板紙業界の権威者として大阪財界で広く顔を知られた。
1930年（昭和5年）には東京に移り、経営不振に陥っていた大森の金山製作所を外川製作所に改称して再建を進めた。外川という名称は故郷新発田の「外ヶ輪」に因んでいる。外川製作所では新発田の高等小学校卒業者を多数工員として採用している。太平洋戦争中の1944年（昭和19年）8月には実業界の第一線を退き、故郷の新発田町外ヶ輪裏に疎開し、戦後も新発田で隠居生活を送った。

### 慈善活動家として
1927年（昭和2年）に父・瀬平の法要で帰郷した際には、香川錬弥町長に対して公共図書館の建設を提案した。昭和天皇御大典を記念して、洹平からの寄付金1万6000円が投じられた新発田町立図書館が建設された。1928年（昭和3年）11月3日に竣工式を挙行し、4月14日に開館式を挙行、4月15日に全館が開館した。新発田町立図書館は新発田藩家老である溝口伊織の屋敷跡にあった。同年9月24日には紺綬褒章を授与されている。
洹平は集会などの図書館活動の場として図書会館を建設することも提案し、1938年（昭和13年）には7万円以上の建設費を投じた新発田市立図書会館が開館している。図書館と図書会館以外には、奨学助成金の提供（1937年以後）、新発田市庁舎の建設資金の融通（1940年）、新発田市物産館への助成と新潟県外への紹介、高齢者の慰問敬老、貧困産婦の救護事業などの慈善事業を行っている。1934年（昭和9年）2月21日の紀元節には、新発田町立図書館の経営が良好であるとして、文部省から表彰されている。

### 顕彰

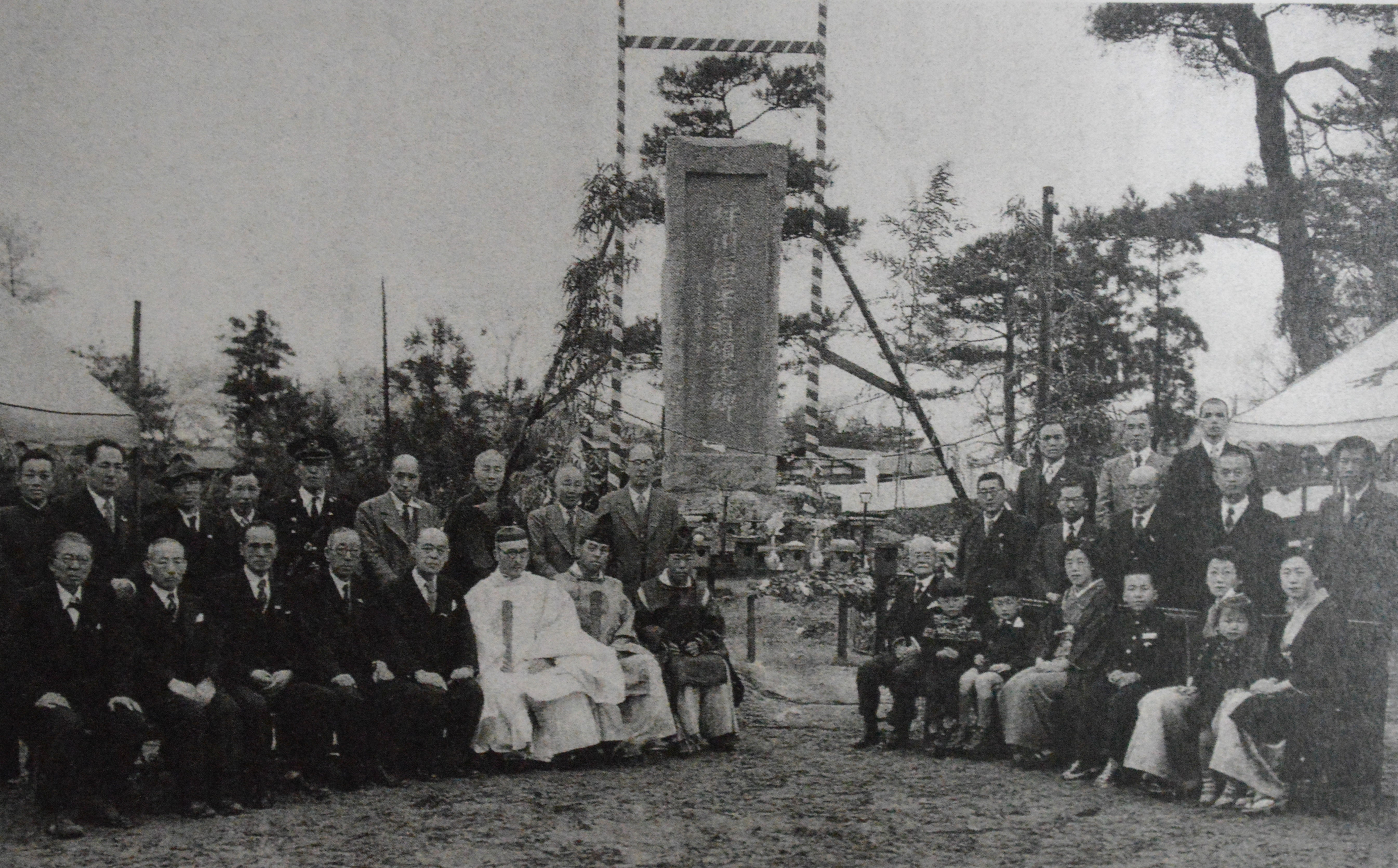
坪川洹平翁頌徳碑竣工記念式

新発田市議会は全会一致で洹平を名誉市民に推挙し、1952年（昭和27年）4月に名誉市民の称号が付与された。新発田市第1号の名誉市民である。1954年（昭和29年）4月には近勇次新発田市長の発案で、市民から寄付を募って洹平の顕彰碑（頌徳碑）が建立された。洹平は1958年（昭和33年）11月7日に死去した。85歳だった。生前に洹平が寄贈した新発田市図書会館にて、新発田市による市葬が行われている。
1978年（昭和53年）には新発田市民文化会館を建設するために新発田市図書会館が取り壊されており、洹平の顕彰碑は新発田市民文化会館の敷地に移設されている。2016年（平成28年）7月3日に新発田駅前複合施設「イクネスしばた」がオープンすると、新発田市立中央図書館の1階には洹平の銅像が設置された。